# Bohuslav Cambel
Bohuslav Cambel (29. října 1919 Banská Bystrica – 9. června 2006 Bratislava) byl slovenský geochemik a geolog. Je považován za zakladatele slovenské geochemie. V letech 1966 až 1969 byl rektorem Univerzity Komenského v Bratislavě.

## Život
V roce 1939 úspěšně odmaturoval na gymnáziu v Banské Bystrici. Následně pokračoval ve studiu geologie na Přírodovědecké fakultě Univerzity Komenského v Bratislavě, kde později i působil. V období 1952 až 1953 působil jako proděkan Fakulty geografických a geologických věd Slovenské univerzitě a později jako prorektor Univerzity Komenského. V letech 1953–1958 pracoval jako vedoucí katedry nerostných surovin a geochemie. V letech 1959 až 1961 byl děkanem Přírodovědecké fakulty UK. Od 1. září 1966 do 31. srpna 1969 byl rektorem Univerzity Komenského. V roce 1969 se stal vedoucím první katedry geochemie na Slovensku. Zabýval se též mineralogií a ložiskovou geologií. Studoval geochemii bazických a granitoidních hornin a rudních minerálů domácích i světových ložisek. Podílel se také na přípravě základních geologických map v měřítku 1 : 200 000 (list Vídeň-Bratislava). V roce 1998 ho Cambridgeská univerzita zařadila mezi 2000 nejvýznamnějších osobností vědy 20. století.

## Významné vědecké práce
Mezi jeho významné monografické práce patří:
- Nerastné suroviny, ich vznik a geológia (Slovenské vydavateľstvo technickej literatúry, 1956)
- Geochemistry of Pyrrhotite of Various genetic types (společně s J. Jarkovským, Univerzita Komenského, 1969)
- Geologický vývoj Zeme a vedecký svetonázor (Slovenské pedagogické nakladateľstvo, 1972)
- Geochemický výskum sulfidických minerálov pomocou elektrónovej mikrosondy (Veda, 1975)
- Geochemický výskum hlavných sulfidických minerálov železa pomocou elektrónovej mikrosondy (společně s J. Jarkovským a J. Krištínem, Veda, 1977)
- Geochémia metamorfovaných bázických hornín tatroveporidov centrálnych Západných Karpát (společně s L. Kamenickým, Veda, 1982)
- Rudnianske rudné pole – geochemicko-metalogenetická charakteristika (společně s J. Jarkovským, Veda, 1985)
- Geochémia a petrológia granitoidných hornín Malých Karpát (ve spolupráci s V. Vilinovičem, Veda, 1987)
- Geochémia a petrológia ílovito-kremitých metamorfovaných hornín kryštalinika Malých Karpát (Geologický ústav SAV, 1990)
- Izotopová geochronológia kryštalinika Západných Karpát (společně s J. Kráľem a J. Burchartem, Veda, 1990)
- Termodynamika metamorfných podmienok kryštalinika Západných Karpát (společně s S. P. Korikovským, E. Kristem, autoři na vlastní náklad, 1992)
- Významní slovenskí geológovia: Biografia (společně s M. Slavkayem a M. Kaličiakem, Veda, 2000)

Kromě toho do slovenštiny přeložil:
- Geochémia jednotlivých chemických elementov (A. Polanski, K. Smulikowski, Univerzita Komenského, 1971)